# Svinoïe
Le Svinoïe (en russe : Свино́е) est un lac situé dans le raïon de Plessetsk dans l'oblast d'Arkhangelsk en Russie septentrionale. Le lac fait partie du parc national de Kenozero.

## Géographie
Le lac se situe dans le raïon de Plessetsk dans l'oblast d'Arkhangelsk dans le Nord russe. Il fait partie du bassin du fleuve Onega, fleuve qui se jette dans la mer Blanche. Le lac est inclus dans le parc national de Kenozero.
Le lac a une superficie de 17,6 km2, et son émissaire est la rivière Potcha.

## Histoire
Au niveau d'un étroit isthme qui séparait la rive nord du lac Svinoïe de la rivière coulant parallèlement à la rive du lac se trouve un site néolithique de la culture Sperrings Oust-Potcha 2.